# Japalura batangensis
Japalura batangensis là một loài thằn lằn trong họ Agamidae. Loài này được Li, Wu & Wang mô tả khoa học đầu tiên năm 2001.